# Rio Taquara
Le rio Taquara est un cours d'eau brésilien de l'État du Rio Grande do Sul. 